# Algernon Thomas
Sir Algernon Phillips Withiel Thomas (M.A., K.C.M.G.) (* 3. Juni 1857 in Birkenhead, Cheshire, England; † 28. Dezember 1937 in Auckland, Neuseeland) war der erste Professor für Geologie und Biologie an der University of Auckland.

## Frühe Jahre
Algernon Phillips Thomas wurde am 3. Juni 1857 als fünftes von acht Kindern der Eheleute Edith Phillips und ihrem Ehemann John Thomas in Birkenhead, Cheshire geboren. Sein Vater war Buchhalter. Nach dem Besuch der Manchester Grammar School wechselte Algernon als Stipendiat an das Balliol College in Oxford. Dort graduierte er 1878 mit einem Bachelor of Arts in Naturwissenschaft und Mathematik. Mit dem Burdett-Coutts Scholarship der University of Oxford, den er 1879 gewann, verlängerte er sein Studium und schloss 1881 mit dem Master of Arts ab.
Nach seinem Studium bekam er eine Anstellung als Vorführer im Museum der Universität unter dem Biologen George Rolleston. Einer Empfehlung von Rolleston folgend, erforschte Thomas im Auftrage der Royal Agricultural Society den Lebenszyklus des Großen Leberegels. Die Ergebnisse seiner Forschung, die er 1822 mit Rudolf Leuckart aus Leipzig teilte, erlaubten es, die vom Leberegel ausgelöste Erkrankungen, Fasziolose, die seinerzeit große Verluste in der britischen Schafzucht verursachten, zurückzudrängen.

## Neuseeland
Thomas, Entwicklungsmöglichkeiten im Vereinigten Königreich vermissend, wandte sein Interesse den Kolonien zu. Mit Hilfe und Unterstützung von Rolleston, und den Empfehlungen von Thomas Henry Huxley und dem Geologen Archibald Geikie im November 1882, bekam Thomas eine Anstellung als Professoren an dem gerade in Gründung befindlichen Auckland University College. Er erreichte Neuseeland am 1. Mai 1883 und war wohl mit knapp 26 Jahren der jüngste Professor des Landes. Das College startete seinen Lehrbetrieb mit vier Professoren, aber da der Kollege für Mathematik bei seiner Ankunft in Neuseeland auf tragische Weise ertrank, lehrte Thomas neben seinen Fächern Geologie, Botanik und Zoologie auch Mathematik für eine Übergangszeit.
1885 wurde seine Professur umbenannt. Von dieser Zeit an, bis zu seiner Pensionierung, hielt Thomas die Professur für Biologie und Geologie. Mit einem Jahresgehalt von 700 £ (NZ) besaß er eine sozial angesehene Position. Er wurde Mitglied und Sponsor im Northern Club, in der Auckland Society of Arts, dem Auckland Institute und dem Auckland Museum. In seiner Kirche besaß er eine eigene Bank.
1886, nach der Eruption des Mount Tarawera, wurde Thomas von der Regierung beauftragt, eine wissenschaftliche Untersuchung von dem Naturereignis vorzunehmen und einen Bericht zu erstellen.
Am 19. November 1887 heiratete Thomas seine Frau Emily Sarah Nolan Russell, Tochter des Rechtsanwaltes und Geschäftsmanns John Benjamin Russell aus Auckland. Aus der Ehe gingen drei Söhne und eine Tochter hervor.
Thomas wurde über die Jahre ein landesweit anerkannter Experte in wissenschaftlichen und technischen Bereichen, als auch Befürworter der praktischen Bildung. Er arbeitete mit James Hector, Direktor des New Zealand Geological Survey und des Colonial Museums, zusammen und wurde oft zur Erstellung von Gutachten oder Empfehlungen in Sachen geologischen, biologischen und bakteriologischen Fragestellungen kontaktiert. Er forschte an alten Sporenpflanzen wie an Phylloglossum und Tmesipteris und beteiligte sich an der Expedition von Thomas Jeffery Parker von der University of Otago zur Erforschung der Tuatara, einer neuseeländischen Echsenart, die schon von 200 Millionen Jahre auf der Erde gelebt haben soll.
Thomas ging 1913 in den Ruhestand. Er widmete sich vermehrt seinem Garten und bekam Anerkennung für die frühesten und besten Daffodils des Landes. Er arbeitete weiterhin für zahlreich Bildungseinrichtungen und war Mitglied des Senats der University of New Zealand und des Auckland University College. 1916 wurde er Leiter des Boards der Auckland Grammar School, dem er bereits seit 1899 angehört hatte.
Im November 1919 wurde Thomas die Ehrung zuteil, als Fellow in die Royal Society of New Zealand aufgenommen zu werden. 1937 wurde Thomas mit dem Knight Commander des Order of St. Michael and St. George (KCMG) geehrt, verstarb aber zwei Wochen nach der Ordensverleihung am 28. Dezember in Auckland.

## Einsatz für die Umwelt
1894 setzte sich Thomas mit einer Abordnung von Bürgern für die Einrichtung eines 3,500 Acres großen Waldschutzgebietes in den Waitākere Ranges ein. Der damalige Auckland Regional Council entsprach dem Wunsch der Bürger ein Jahr später. Thomas selbst erwarb in Piha einiges an Hügelland, welches 1941 Nachkommen seiner Familie an den Regionalrat von Auckland zur Schaffung und Erweiterung des Auckland Centennial Memorial Parks zur Verfügung stellten.

## Nach ihm benannt
- Sir Algernon Thomas Green – ein 17.000 ha großes Parkgelände ihm zu Ehren am 3. Februar 2008 in Piha nach ihm benannt.